# Céline Warther
Céline Warther es una deportista francesa que compitió en ciclismo en la modalidad de trials, ganadora de una medalla de bronce en el Campeonato Mundial de Ciclismo de Montaña de 2001.

## Palmarés internacional
| Campeonato Mundial | Campeonato Mundial     | Campeonato Mundial | Campeonato Mundial |
| Año                | Lugar                  | Medalla            | Competición        |
| ------------------ | ---------------------- | ------------------ | ------------------ |
| 2001               | Vail ( Estados Unidos) | Medalla de bronce  | Trials 20″/26″     |